# Marisa Pavan
Marisa Pavan   (Càller, 19 de juny de 1932 - Gassin, 6 de desembre de 2023) va ser una actriu italiana. Tenia la doble nacionalitat francesa i italiana.
Pavan va presidir des de 2004 l'associació Units per a la recerca contra la malaltia d'Alzheimer (URMA) i va organitzar vesprades de gala cada estiu per a recaptar fons en benefici de la recerca. Alain Delon, Roger Moore, Nana Mouskouri, Eddy Mitchell, Marie Laforêt o Jean-Claude Brialy hi van participar.
La germana i el marit de Pavan també van dedicar-se professionalment a la interpretació.

## Filmografia

### Cinema
- 1952: Ho scelto l'amore de Mario Zampi: Marisa
- 1952: What Price Glory de John Ford: Nicole Bouchard
- 1954: Down Three Dark Streets d'Arnold Laven: Julie Angelino
- 1954: Drum Beat de Delmer Daves: Toby
- 1955: The Rose Tattoo de Daniel Mann: Rosa Delle Rose
- 1956: Diane de David Miller: Catherine de Médicis
- 1956: The Man in the Gray Flannel Suit de Nunnally Johnson: Maria Montagne
- 1957: The Midnight Story de Joseph Pevney: Anna Malatesta
- 1959: John Paul Jones de John Farrow: Aimée de Tellison
- 1959: Solomon and Sheba, de King Vidor: Abishag
- 1961: Le Puits aux trois vérités de François Villiers: una convidada
- 1973: L'Événement el plus important depuis que l'home a marché a la Lune de Jacques Demy: Maria Mazetti
- 1974: Antoine i Sébastien de Jean-Marie Périer: Mathilde
- 2007: Chris & Don. A love story, documental de Tina Mascara i Guido Santi: Ella mateixa

### Televisió
- 1960: Shangri-La
- 1967: The Diary of Anne Frank
- 1970: Cutter's Trail: Angelita Avila
- 1976: Arthur Hailey's the Moneychangers: Celia Vandervoort
- 1977: The Trial of Lee Harvey Oswald: Evita Alesio
- 1987: Johnny Monroe: la mare de Ben
- 1982: Stelli emigranti, documental de Francesco Bortolini i Claudio Masenza: Ella mateixa
- 1999: Jean-Pierre Aumont, charme et fou-rires, documental de Patty Villiers: Ella mateixa

## Teatre
- 1962: Rien pour rien de Charles Maitre, posada en escena Raymond Gérôme, Teatre de l'Athénée
- 1972: Nous irons à Valparaiso de Marcel Achard, posada en escena Jacques-Henri Duval, Teatre des Célestins, Herbert-Karsenty

## Premis i nominacions

### Premis
- 1956: Globus d'Or a la millor actriu secundària per The Rose Tattoo[6]

### Nominacions
- 1956: Oscar a la millor actriu secundària per The Rose Tattoo
- 1957: BAFTA a la millor actriu estrangera per The Rose Tattoo